# Gospoda Włóczęgów

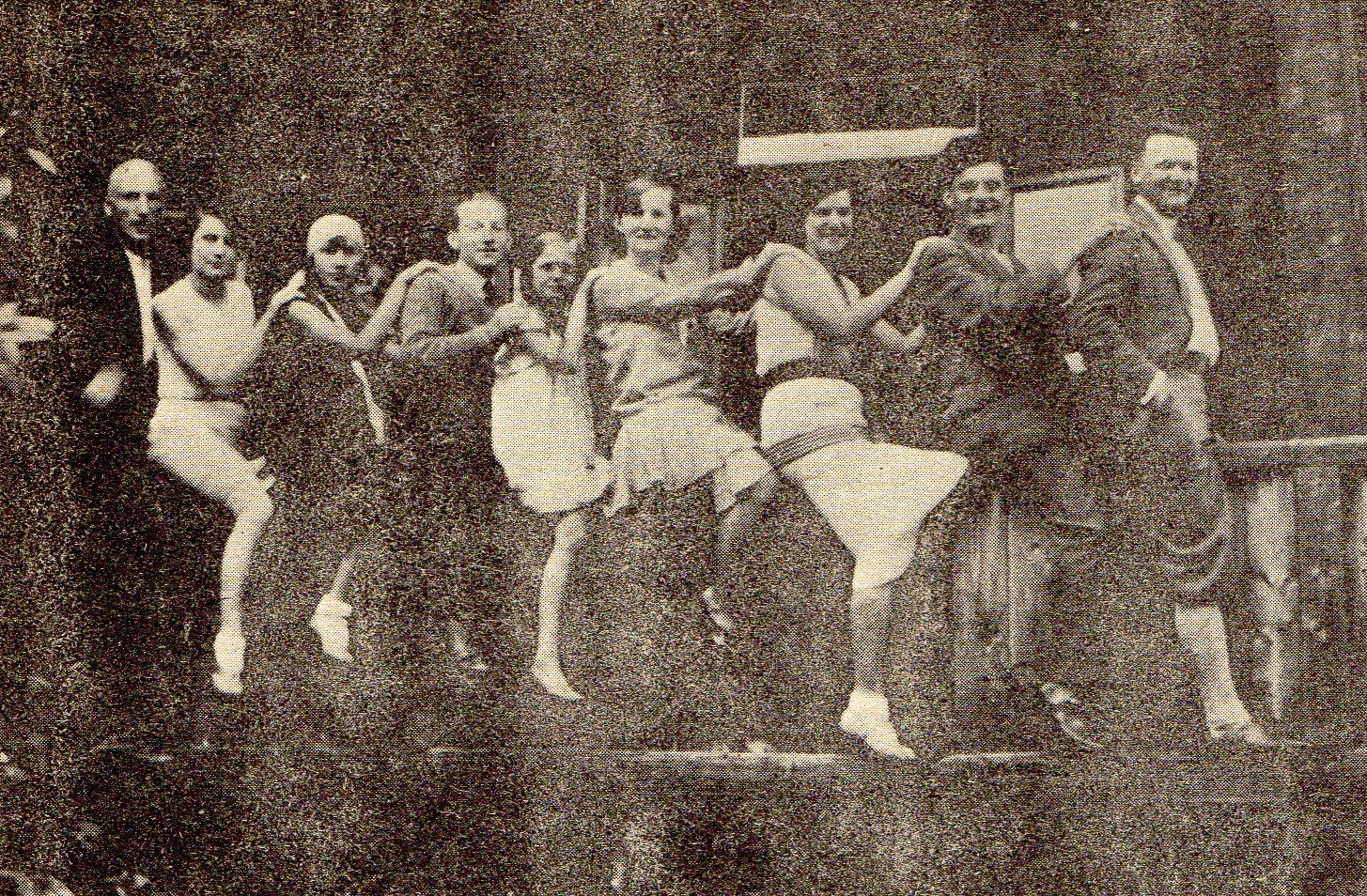
Na werandzie Gospody. Pierwszy od prawej - Władysław Broniewski, drugi - Kazimierz Kieruzalski, pierwszy od lewej - Wacław Rożek

Gospoda Włóczęgów – lewicowa spółdzielnia mieszkaniowo-turystyczna, jak również potoczna nazwa schroniska turystycznego prowadzonego przez nią w Zakopanem (równolegle funkcjonowała też nazwa Domek na Antałówce).

## Warszawa
Zamysł założenia robotniczej spółdzielni o charakterze turystycznym i mieszkaniowym zrodził się w Warszawie w 1921. Chodziło o stworzenie organizacji umożliwiającej robotnikom korzystanie z masowej turystyki krajowej i zagranicznej, jak również o zapewnienie efektywnego wypoczynku i rekonwalescencji działaczom komunistycznym wychodzącym z więzień.
Założenie spółdzielni nastąpiło w 1922 lub 1923 pod nazwą Gospoda Włóczęgów – Spółdzielnia Mieszkaniowo-Turystyczna. Siedziba mieściła się w Warszawie, na Żoliborzu. W 1923 zwerbowano 104 członków fizycznych i dwóch prawnych (Stowarzyszenie ZSRR oraz Stowarzyszenie Proletariat z Krakowa).
Zarząd składał się z kierownika i jego zastępcy, a byli to kolejno: Stanisław Tołwiński, Marian Kwiatkowski, Ludwik Merkel, Kazimierz Jasiński i Jakub Bratman.
Organizacja prowadziła wielostronną działalność. Organizowano piesze i rowerowe wycieczki w okolicach Warszawy (Puszcza Kampinoska, Żelazowa Wola, Młociny, Baniocha), realizowano kajakowe spływy Wisłą, urządzano prelekcje i wykłady na tematy społeczne oraz krajoznawcze (często wykładowczyniami były Antonina Sokolicz i Estera Stóżecka). Podczas prelekcji korzystano z gościny Uniwersytetu Ludowego przy ul. Oboźnej 4 oraz lokalu Stowarzyszenia Robotniczego przy ul. Kruczej 26. Zorganizowano też nieliczne wycieczki zagraniczne, np. do Belgii, na Międzynarodowy Kongres Spółdzielczy w Gandawie (1924).
Będąc pod stałą kontrolą policji organizacja miała liczne problemy organizacyjne, a także finansowe. W 1936 została postawiona w stan likwidacji i z końcem tego roku zakończyła działalność.

## Schronisko w Zakopanem
15 września 1923 spółdzielnia wydzierżawiła od Marii Witkiewicz 6-pokojową willę w Zakopanem, na Antałówce pod numerem 3 (później Broniewskiego 8, willa nosiła następnie nazwę Lanca). Do 1936 prowadzono tutaj schronisko turystyczne Gospoda Włóczęgów. Willę wykupiono z czasem na własność. Jan Chmielewski zaprojektował rozbudowę obiektu, ale prac tych nigdy nie wykonano. U wylotu Doliny Białego wykupiono natomiast działkę z zamysłem wybudowania tam większego schroniska turystycznego – Karol Stryjeński wykonał nawet jego projekt, ale również w tym przypadku do realizacji nigdy nie doszło.
Schronisko na Antałówce było obiektem pośrednim między sanatorium, a domem wypoczynkowym. Na leczeniu przebywało tu wielu działaczy komunistycznych, m.in. Władysław Broniewski, Mieczysław Szczuka, Kazimierz Czapiński, Edward Baranowski, Władysław Kowalski, czy Józef Skrzypa. Gośćmi były też ich rodziny oraz sympatycy ruchów lewicowych. Lekarzem Gospody był Olgierd Sokołowski. Obiekt posiadał bibliotekę i świetlicę, gdzie odbywały się odczyty, dyskusje i prelekcje, najczęściej prowadzone przez działaczy z kręgu KPP i PPS-Lewicy. Dla gości organizowano wycieczki tatrzańskie, propagowano też taternictwo. Oprócz działalności legalnej schronisko było punktem etapowym dla komunistów uciekających z Polski z uwagi na konflikty z rządem sanacyjnym. Z powyższych względów lokal był pod stałą obserwacją policji, zdarzały się tu częste kontrole i rewizje.
Z uwagi na narastające długi i trudności z utrzymaniem Gospody została ona postawiona w stan likwidacji w 1936. Willę sprzedano prywatnej osobie. Na pokrycie długów sprzedano również plac przy wylocie Doliny Białego.
Gospoda prowadziła własną księgę pamiątkową zawierającą ciekawe opisy wypraw tatrzańskich, zwłaszcza pióra Mieczysława Szczuki. Księga ta zaginęła, ale duża część zapisów zachowała się dzięki publikacjom w Dźwigni oraz utworzonym odpisom, publikowanym następnie w Taterniku i Krzesanicy.
Kolejnymi kierownikami obiektu (delegatami zarządu) byli: Marian Kwiatkowski, Bolesław Witwiński, Janina Przybyszanka, Jan Chmielewski, Józef Kucharczyk, Ludwik Merkel i Kazimierz Jasiński.

## Dom Wychowania Dziecka w Kole
W 1927 spółdzielnia założyła z inicjatywy Ludwika Merkela Dom Wychowania Dziecka w Kole. Przeznaczony był on głównie dla dzieci działaczy komunistycznych pozostających w więzieniach lub dla sierot po tych działaczach. Budynek na dom dziecka podarował farmaceuta – Piotr Wojciechowski. Obiektem zarządzała Irena Nowakówna, a opiekunkami były Sława Trzeciakówna i Irena Olińska. Dom funkcjonował do 1930, a przebywało w nim około trzydzieści dzieci.

## Członkowie założyciele
Do członków założycieli spółdzielni należeli:

- Bolesław Bierut,
- Stanisław Tołwiński,
- Jerzy Heryng,
- Aleksander Danieluk,
- Roman Jabłonowski,
- Natalia Gąsiorowska,
- Teodor Duracz,
- Mirosław Zdziarski,
- Bruno Jasieński,
- Wanda Papiewska,
- Tadeusz Żarski,
- Jerzy Czeszejko-Sochacki,
- Marian Kwiatkowski,
- Maria Lewińska,
- Ignacy Kraütler,
- Bolesław Witwiński,
- Estera Stóżecka,
- Jan Hempel,
- Antonina Sokolicz,
- Ludwik Merkel,
- Józefa Jurewicz,
- Aleksander Ostrowski,
- Stefania Sempołowska,
- Stanisław Szwalbe,
- Edward Grabowski[2].